# Heart Rhythm
Heart Rhythm ist eine wissenschaftliche Fachzeitschrift, die vom Elsevier-Verlag im Auftrag der Heart Rhythm Society und der Cardiac Electrophysiology Society veröffentlicht wird. Die Zeitschrift erscheint mit zwölf Ausgaben im Jahr. Es werden Arbeiten veröffentlicht, die sich mit der Elektrophysiologie des Herzen sowie kardialen Arrhythmien beschäftigen.
Der Impact Factor lag im Jahr 2014 bei 5,076. Nach der Statistik des ISI Web of Knowledge wird das Journal mit diesem Impact Factor in der Kategorie Herzkreislaufsystem an 18. Stelle von 123 Zeitschriften geführt.